# Lisa Regnell
Lisa Teresia Regnell, posteriorment Lindh, (Estocolm, 3 de febrer de 1887 – Estocolm, 5 de novembre de 1979) va ser una saltadora sueca que va competir als Jocs Olímpics d'Estiu de 1912.
Va prendre part en la prova de palanca de 10 metres, on la qual guanyà la medalla de plata, en quedar rere la seva compatriota Greta Johansson. La seva germana Elsa fou quarta en aquesta mateixa competició, mentre el seu germà Nils fou nedador olímpic.
Regnell es va graduar com a organista en una acadèmia musical, i va ser la primera dona membre a la Federació Sueca de Natació, entre 1914 i 1920. Estava casada amb Sam Lindh, que fou el tresorer de la mateixa federació entre 1918 i 1932.